# Коннифф, Фрэнк (старший)
Фрэнк Коннифф (англ. Frank Conniff, 24 апреля 1914 года — 25 мая 1971 года) — американский военный и политический журналист, лауреат Пулитцеровской премии за международный репортаж 1956 года.

## Биография
Фрэнк Коннифф родился в семье телеграфиста Associated Press Эндрю Конниффа и его супруги Люси, которая была активисткой за демократические права. Юноша начал свою журналистскую карьеру как мальчик-рассыльный в редакции городской ежедневной газеты The News‐Times. Окончив Университет Виргинии, он год проработал в издательстве писателем, но позднее присоединился к штату Hearst papers в Нью-Йорке. С началом Второй мировой войны его как военного корреспондента отправили освещать европейский и африканский театры военных действий. Одной из отмеченных работ того периода стало интервью с генералом Энтони Маколиффом, отказавшимся капитулировать во время Арденнской операции. По завершении военных действий он вёл колонку «Восточная сторона, Западная сторона» (англ. «East Side, West Side»), от которой отказался в 1950 году, отправившись освещать начало войны в Корее.
Вернувшись в США, журналист начал  работать в The Journal American под началом Уильяма Рэндольфа Херста-младшего, позднее став его помощником. В 1951 году Херст-младший возглавил семейный медиабизнес и через семь лет назначил Конниффа генеральным директором одного из своих информационных агентств — Heart Headline Service. Параллельно журналист вёл колонку «Столичный угол», а позднее — «Уголок Конниффа». За свою приверженность либеральным взглядам колумнист получил внутри корпорации прозвище «наш домашний демократ». Тем не менее известно, что Коннифф поддерживал сенатора Джозефа Маккарти, в частности, присоединился в 1953 году к группе авторов, утверждавших о неправильном представлении взглядов политика в СМИ.
В 1964 году журналист баллотировался от демократической партии в Палату представителей в 26-м округе, но проиграл республиканцу Огдену Риду. В 1966—1967 годах он возглавлял газету The World Journal Tribune, которая была преемником других изданий холдинга Херста. Вскоре после её закрытия из-за неликвидности Коннифф пережил инсульт, от которого оправился только частично. Он вышел на пенсию в 1967 году и через четыре года скончался от сердечного приступа в возрасте 57 лет.

## Награды и избранные работы
В 1944 и 1947 годах Фрэнк Коннифф становился лауреатом мемориальной премии Джорджа Холмса за зарубежную корреспонденцию. В 1955 году он совместно с Уильямом Херстом и Джозефом Кингсбери-Смитом посетил СССР, чтобы взять интервью у лидеров постсталинского периода. Эта работа стала первой, в которой были публично представлены взгляды на внешнюю политику генерального секретаря ЦК КПСС Никиты Хрущёва, министра иностранных дел Вячеслава Молотова, премьер-министров Георгия Маленкова и Николая Булганина. В 1956 году она и её авторы были удостоены Пулитцеровской премии за международный репортаж. Через два года журналист стал лауреатом Премии Клуба зарубежных корреспондентов.

## Семья
Его сын Фрэнк Коннифф-младший — писатель, актёр и комик. В частности, известен по участию в сериале «Таинственный театр 3000 года».